# Собор Бориса й Гліба (Чернігів)
Борисоглі́бський собо́р (Чернігів) — відома пам'ятка архітектури міста Чернігова домонгольської доби. За плануванням — триапсидний, тринавний, шестистовпний, однокупольний храм. Розміри: 15,5×23,40 м.

## Історія

### Зведення
У 1115 році князь чернігівський Давид Святославич брав участь у перенесенні мощей святих Бориса та Гліба у храм, збудований його батьком у місті Вишгороді. Мощі переносили зі старої дерев'яної церкви у щойно побудовану кам'яну. У 1120 році Давид втрачає свого сина Ростислава і на згадку про нього розпочинає будівництво собору на честь перших руських святих Бориса та Гліба у місті Чернігові. Також князь наказав спорудити усипальницю для себе, де у 1123 році був похований.

### Реставрації та перебудови
У 1239 році, після нападу ординців на чолі з Батиєм на Чернігів, собор був пошкоджений. Відновлений був митрополитом Максимом. У XV ст. згадується як монастирський храм. Під час захоплення польською шляхтою Чернігова у 1611 році, храм згорів. У 1627-28 рр., переданий у власність домініканців, був ними відбудований як католицький костел. Католицькі ченці добудували дзвіницю та спорудили інші будівлі монастиря. Під час Хмельниччини домінікани покинули монастир. Храм було реконструйовано архієпископом чернігівським Лазарем Барановичем у 1659 році і визначено як кафедральний, а монастир стає резиденцією чернігівських єпископів. У 1702-03 рр. архієпископ Іван Максимович споруджує кам'яну дзвіницю. При ритті котловану під дзвіницю було знайдено «срібного ідола» (існують також версії, що знахідка була зроблена при ритті котловану під дзвіницю Чернігівського колегіуму або при ритті котловану під дзвіницю Спасо-Преображенського собору, є навіть припущення про двох знайдених ідолів) із матеріалу якого, за сприяння Івана Мазепи, було виготовлено царські врата (хоча за результатами хімічного аналізу встановлено, що основні частини врат справді виготовлені з легованого срібла 875 проби, довести, що матеріалом для виробу послужив цільний шматок срібла (в даному випадку — ідол), як і зворотнє, неможливо, оскільки такий хімічний склад срібла характерний для європейської ювелірної пластики того часу в цілому).

Загалом же версія про «знайденого ідола» бере свій початок у праці О. Ф. Шафонського, звідки була розтиражована в краєзнавчій та науковій літературі останніх двох століть (цим почасти і пояснюється невизначеність місця «знахідки»):
«Царскіе врата сребряныя кованныя, чеканной хорошей работы… 1701 года съ помощію писаря Генеральнаго Карпа Ивановича Мокріевича, сделанныя. Когда 1701 года подъ монастырскую колокольню рытъ фундаментъ, то найденъ въ земле сребный идолъ, который на сіи Царскія врата употребленъ»
Крім того, Шафонський також помилково вказує не на ту особу, говорячи про замовлення врат, мотивуючи це тим, що «бачив платівку з ініціалами „К. М.“ (Карпо Мокрієвич)», проте це не підтверджується жодним іншим джерелом.
У 1857 році храм зазнав реконструкції, в ході якої розібрали апсиди XVII ст. і встановили нові. А у 1889 році храм був перефарбований.
На початку ХХ ст. храм знову потребував реставрації. 14 червня 1919 року приходська рада Спаського собору звернулася до комітету з охорони пам'яток старовини та мистецтва з проектом реставрації храмів на території чернігівського дітинця, але проект було відхилено.
З 1923 року майном храму зацікавилась комісія по ліквідації монастирів. Але на захист пам'ятки стали науковці, особливо наприкінці 20-х років ХХ століття, коли був створений Державний історико-культурний заповідник. Собор активно досліджували місцеві історики С. Баран-Бутович, М. Вайнштейн, В. Дроздов, І. В. Моргілевський.
Після довготривалих перевірок, у квітні 1930 року було вилучено 14 дзвонів. Собор закрили.
Під час Другої світової війни у серпні 1941 собор постраждав від авіабомби. Первісні склепіння та апсиди храму не збереглися. Капітальну реконструкцію собору з метою повернення йому форм домонгольської доби виконано у 1952-58 рр. за проектом М. В. Холостенка.

### Сьогодення
Археологічні дослідження поблизу стін виявили підмурки галерей. За відсутністю даних про їх форми галереї при реставрації не відновлювались, проте були розмічені трасуванням. Нині храм Бориса і Гліба перетворений на музей Національного архітектурно-історичного заповідника «Чернігів стародавній». Крім того, собор став також Будинком хорової спадщини, де проходять концерти духовної музики.

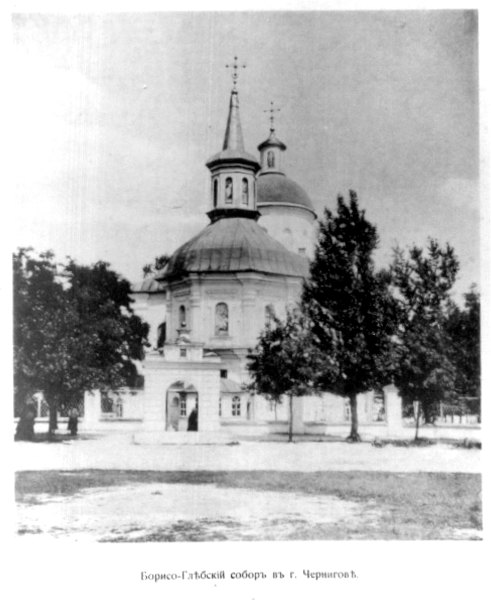
Борисоглібський собор до реставрації.
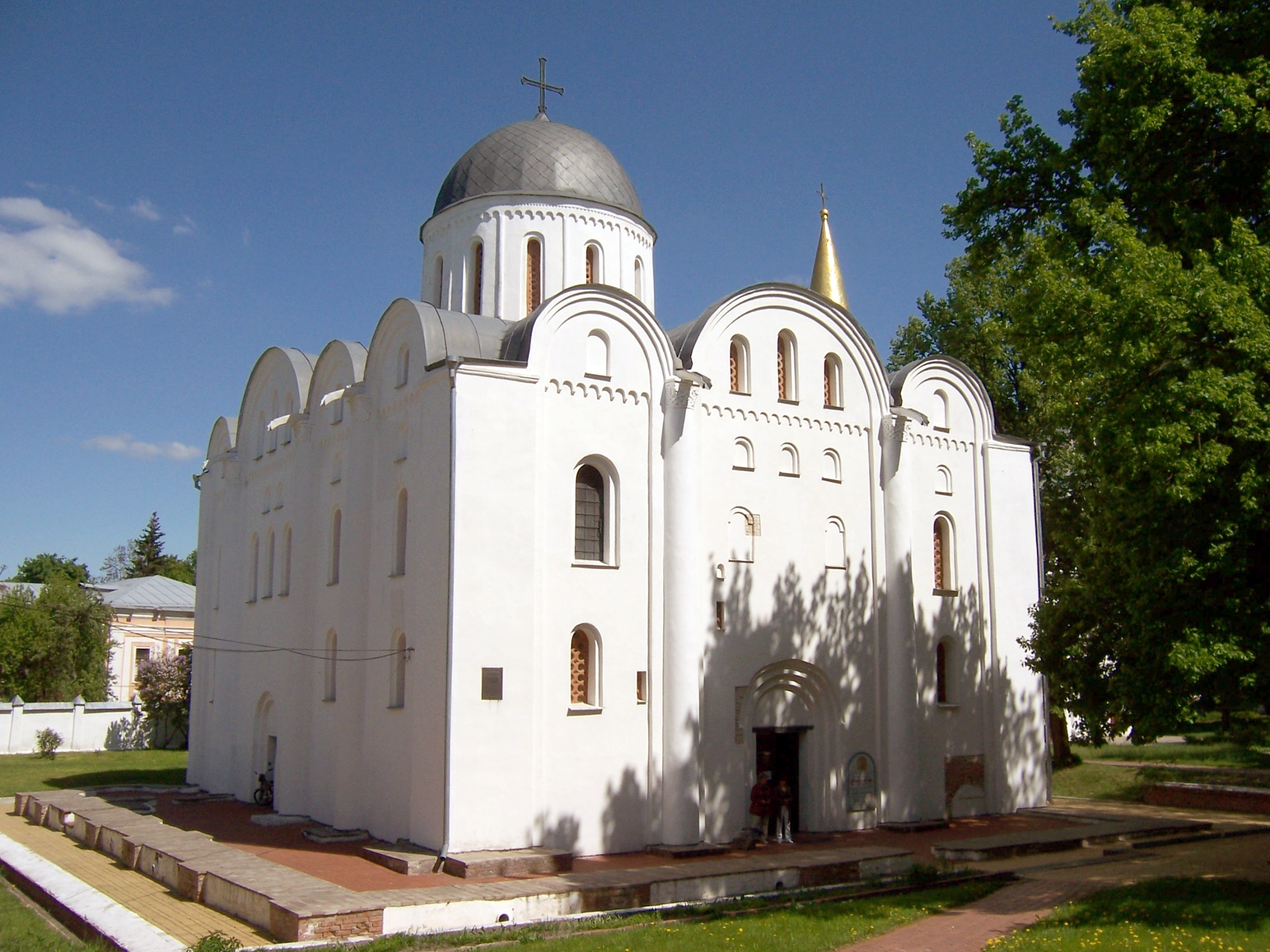
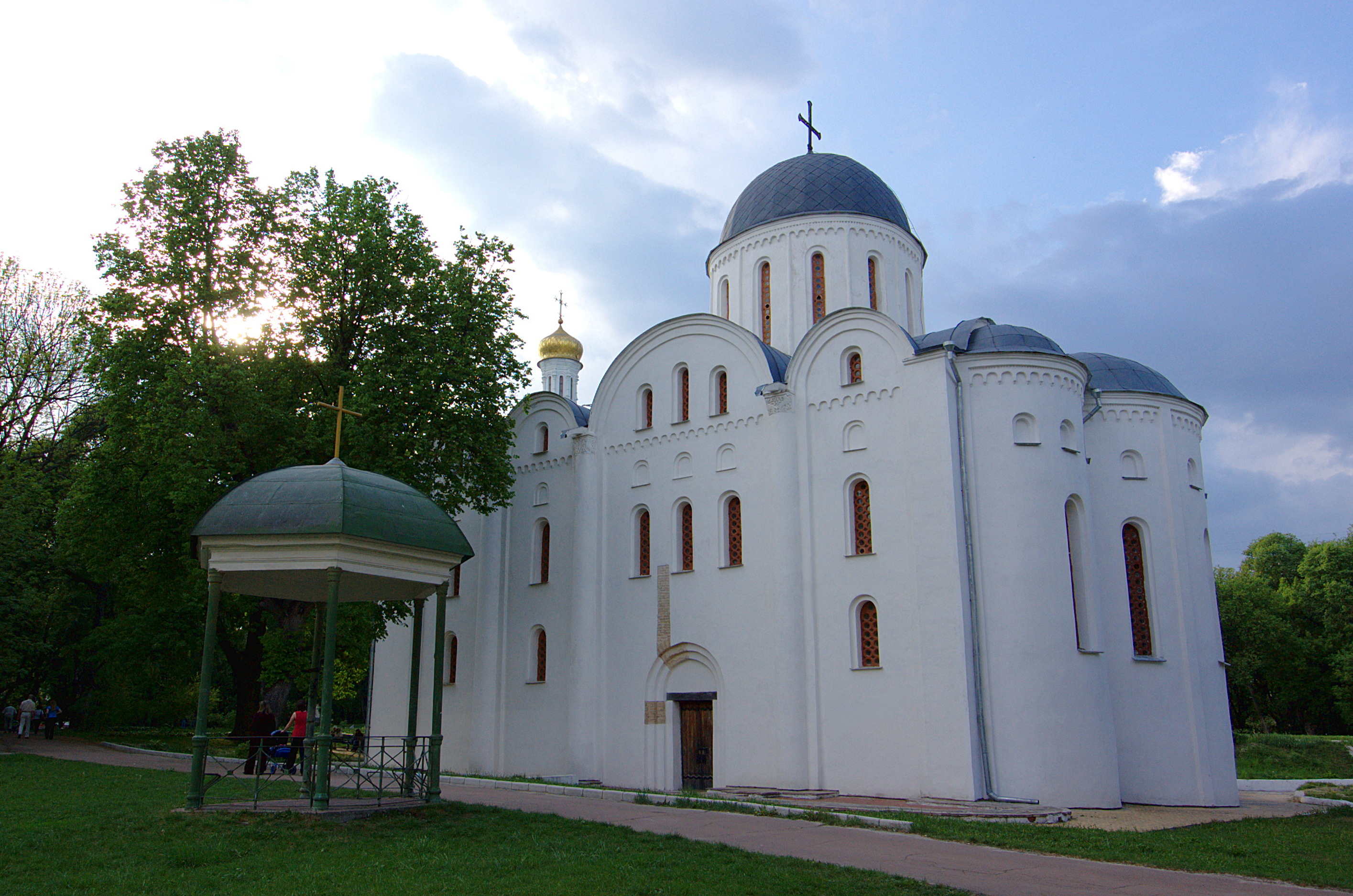
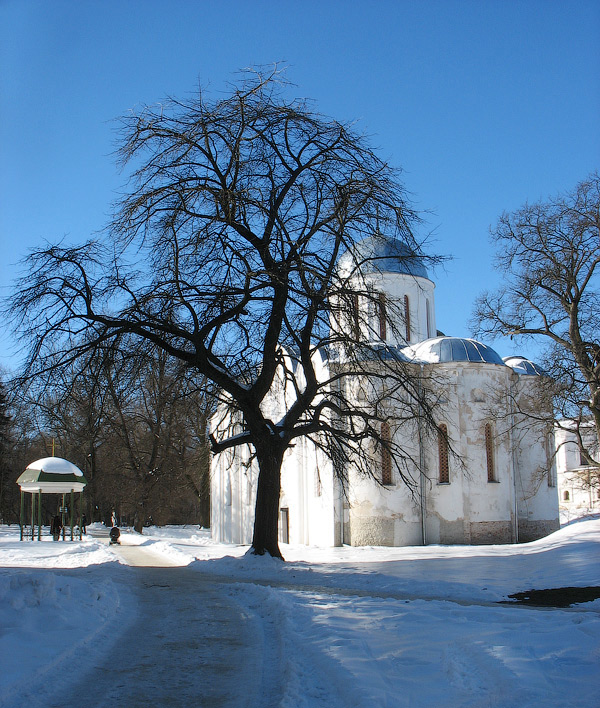
Борисоглібський собор взимку

## Царські врата Івана Мазепи
Значний внесок в оздоблення храму зробив гетьман Іван Мазепа. Саме на його замовлення у німецькому місті Аугсбург майстер Філіп Якоб IV Дрентветт зробив срібні царські врата. На них, на стулці врат унизу — герб гетьмана, праворуч прикріплена платівка, де вирізьблено дату — 1702 р. Між чотирма традиційними для царських врат фігурами євангелістів розміщені зображення з сюжетами «Благовіщення» в медальйонах та композиція «Мойсеєвого дерева», що підіймається від основи врат вгору по стулці, завершуючись фігурою Ісуса Христа в ореолі позолочених променів.
Вперше на клейма, які могли б свідчити про авторство та місце виготовлення царських врат (літери «PID» та символ «der Pinienzapfen» — стилізоване зображення шишки з короною внизу) звернув увагу А. А. Карнабіда у 1985 році. Його відкриття дало змогу науковцю Національного архітектурно-історичного заповідника «Чернігів стародавній» О. Травкіній у її наукових розвідках довести, що вказані зображення справді є клеймом майстра-ювеліра з дому Дрентветтів та зображенням герба Аугсбурга відповідно.
Витвір став шедевром на теренах України. Загальна висота врат — 3,45 м. Як унікальний витвір мистецтва доби бароко були показані на виставках в Національному музеї історії України в Києві (2008—2009) та в Українському музеї в Нью-Йорку, США.